# Ray Davies
Ray Davies (født Raymond Douglas Davies 21. juni 1944 i Muswell Hill, London) er en engelsk sanger, sangskriver og guitarist m.m. Han er kendt fra rockgruppen The Kinks (1963-96), som han dannede sammen med broderen, guitaristen Dave Davies (født 3. februar 1947).
The Kinks brød igennem med deres tredje single, You Really Got Me, og fulgte successen op med adskillige Ray Davies-sange som All Day and All of the Night, Sunny Afternoon, Dead End Street, Dedicated Follower of Fashion, Waterloo Sunset, Days og Lola. I begyndelsen af 1970'erne, hvor Davies iscenesatte store teatermusicals med sit band, dalede gruppens brede popularitet. The Kinks formåede dog senere at skabe et come back og fik bl.a. succes med sangen Come Dancing fra 1983. Gruppen udgav sin hidtil sidste plade, Phobia, i 1993 og spillede sin sidste koncert i Norge i 1996. Gruppen er dog aldrig officielt blevet opløst, ligesom der til stadighed verserer rygter om en mulig gendannelse af The Kinks også fra brødrene Davies selv. 
Siden 1990'erne har Ray Davies, som møder tiltagende anerkendelse for sit livsværk, bl.a. opsat teaterforestillinger, udgivet erindringerne X-Ray (1994), novellesamlingen Waterloo Sunset (1997) og i en årrække dertil turneret med oplæsnings- og musikforestillingen Storyteller. 
I februar 2006 udgav Ray Davies sit roste og første egentlige solo-udspil Other People's Lives. Udsendte i oktober 2007 "Workingman's cafe", der var indspillet i Nashville uden at lyde ret meget af country. Pladen blev i første omgang distribueret gratis gennem den britiske avis "Sunday Times". Pladen blev forholdsvis positivt modtaget af både anmeldere og pladekøbere. 
16. marts 2017 blev Ray Davies på Buckingham Palace slået til ridder af Prince Charles og kan herefter kalde sig Sir Ray.

## Diskografi
Se endvidere The Kinks.
- Return To Waterloo (soundtrack) (1985)
- Storyteller (live-album m.m.) (1998)
- Other People's Lives (2006)
- Workingman's Cafe (2007)